# غلامعلی عابدی
غلامعلی عابدی (زادهٔ ۱۳۲۳ در نهبندان) نمایندهٔ حوزهٔ انتخابیهٔ نهبندان و سربیشه در دورهٔ ششم مجلس شورای اسلامی بوده‌است.